# Surdila-Găiseanca
Surdila-Găiseanca is een Roemeense gemeente in het district Brăila.
Surdila-Găiseanca telt 2648 inwoners.